# 独山东站
独山东站位于中华人民共和国贵州省黔南布依族苗族自治州独山县麻万镇，是贵南高速铁路上的一座铁路车站，2023年8月8日随贵南高铁贵阳至荔波段开通而投入使用，车站规模为2台4线。